# Comitatul Kerry
Kerry (în irlandeză Contae Chiarraí) este un comitat din Republica Irlanda.